# Marko Popović (basket-ball, 1985)
Pour les articles homonymes, voir Popović et Marko Popović.
Ne doit pas être confondu avec Marko Popović (basket-ball, 1982).
Marko Popović (en serbe : Марко Поповић), né le 10 octobre 1985, à Titograd, en République socialiste du Monténégro, est un joueur monténégrin de basket-ball. Il évolue au poste d'ailier.

## Palmarès
- Championnat du Monténégro (7) :
  - Vainqueur : 2007, 2008, 2009, 2010, 2011, 2012, 2013.

- Coupe du Monténégro (6) :
  - Vainqueur : 2007, 2008, 2009, 2010, 2011, 2012.

- Alpe Adria Cup (1) :
  - Vainqueur : 2018.